# Васильев, Александр Николаевич (генерал-майор)
Александр Николаевич Васильев (1775—1853) — русский военный моряк, генерал-майор.
Участник ряда морских сражений. С 1790 года участвовал в русско-турецкой войне, в 1791 году — в морском сражении у мыса Калиакрия в эскадре Ф. Ф. Ушакова. В 1798 году принимал участие в освобождении от французов Ионических островов и во взятии острова Занте, где был оставлен комендантом (знал греческий язык).

## Биография
Александр Николаевич родился в 1775 году.
В 1790 году начал военную службу на Черноморском флоте гардемарином.
С 1791 года — мичман, с 1798 — лейтенант, служил на разных судах.
В 1810 году был произведен в чин капитан-лейтенанта и назначен в Николаевское адмиралтейство.
С 1813 года служил капитаном Таганрогского порта, затем — помощником обер-интенданта Черноморского флота.
С 1820 года — капитан 2-го ранга, капитан Херсонского порта, затем — капитан 1-го ранга.
В 1829 году Васильев был назначен офицером по особым поручениям при главном командире Черноморского флота — А. С. Грейге; членом комитета по преобразованию Черноморского департамента.
6 декабря 1829 года произведен в чин генерал-майора и в 1832 назначен начальником Николаевского морского госпиталя.
С 1835 года — обер-интендант Черноморского флота и его портов.
В последние годы жизни служил в Одессе, состоял офицером по особым поручениям при главном командире Черноморского флота М. П. Лазареве и окружном штабе.
Умер в 1853 году в Одессе.

## Награды
- Награждён орденом Св. Георгия 4-й степени (№ 5116; 1 декабря 1835).
- Также награждён другими орденами Российской империи.